# Wardenburg
Wardenburg è un comune di 15.968 abitanti della Bassa Sassonia, in Germania.
Appartiene al circondario (Landkreis) di Oldenburg (targa OL).